# Basquetebol nos Jogos Sul-Americanos de 2010
Os torneios de basquetebol nos Jogos Sul-Americanos de 2010 ocorraram entre 20 e 29 de março no Coliseo Iván de Bedout, em Medellín. O evento masculino teve a inscrição de seis equipes e o feminino de sete.

## Calendário
| Março       | 17 | 18 | 19 | 20 | 21 | 22 | 23 | 24 | 25 | 26 | 27 | 28 | 29 | 30 | T |
| ----------- | -- | -- | -- | -- | -- | -- | -- | -- | -- | -- | -- | -- | -- | -- | - |
| Basquetebol |    |    |    |    |    |    |    | 1  |    |    |    |    | 1  |    | 2 |

## Medalhistas
| Evento    | Ouro | Prata | Bronze |
| Masculino | Patricio Garino Gullota Joel Comba Fernando Podesta Germán Ressia Nicolás Copello Juan Giaveno Carlos Fernando Paredes Pablo Pérez Marcos D'Elia Lucas Díaz Mateo Bolivar Martín Gareis ARG Argentina                                                                           | Alex López Damián Blazina Nicolás Brause Andrés Aristimuno Alex Álvarez Mathias Calfani Luciano Parodi Gastón Romero Juan Pablo Álvarez Martín Penna Leonardo Lotitto Matías Guerra URU Uruguai      | Francisco Pavez José Cornejo Cristopher Mansilla Ivo Zivkovic Gabriel Sanino Franco Morales Rolando Arteaga Adrián Pérez Diego Aguirre Felipe Acuña Felipe Gutiérrez Emanuelle Moreno CHI Chile                                                                                                  |
| Feminino  | Milena Pereira Santos Carina dos Santos Martins Tássia Pereira de Souza Jennifer Sirtoli Gabriela Medeiros Borges Júlia Torres Alves Mariana Pozzatti Lambert Joice dos Santos Coelho Damiris Dantas do Amaral Aline Teixeira Gomes Érika Leite Aruzha Michaski Lima BRA Brasil | Natasha Spiatta María Pilar Santos Rocío Díaz Diana Cabrera Malena Jaime Daiana Acosta Melisa Gretter Celia Fiorotto Agustina Ruecco Sabrina Scevola Florencia Llorente Brenda Schmidt ARG Argentina | Eliven Santiago Carmona Laura Díaz Cardona Ana María García Myriam Alonso Jiménez Mery Benavides Molina Jackieline Masquita Suárez Tatiana Restrepo Zapata Yenifer Abadia Palacios Clary Muñoz Bobadilla Libia de la Rosa Saldarriaga Carolina López González Yadira Asprilla Perea COL Colômbia |

## Torneio masculino

### Primeira fase
|  | Equipes classificadas à disputa do ouro     |
|  | Equipes classificadas à disputa do bronze   |
|  | Equipes classificadas à disputa de 5º lugar |

| Equipe    | Pts | J | V | D | PF  | PC  |
| --------- | --- | - | - | - | --- | --- |
| Uruguai   | 9   | 5 | 4 | 1 | 339 | 282 |
| Argentina | 9   | 5 | 4 | 1 | 353 | 323 |
| Chile     | 8   | 5 | 3 | 2 | 324 | 315 |
| Brasil    | 7   | 5 | 2 | 3 | 332 | 316 |
| Venezuela | 7   | 5 | 2 | 3 | 338 | 365 |
| Colômbia  | 5   | 5 | 0 | 5 | 263 | 348 |

Todos os jogos seguem a hora oficial de Medellín (UTC-5)
| Horário     | Jogo      | Jogo  | Jogo      |
| ----------- | --------- | ----- | --------- |
| 24 de março |           |       |           |
| 12:00       | Argentina | 84–76 | Venezuela |
| 14:00       | Uruguai   | 75–68 | Brasil    |
| 16:00       | Colômbia  | 65–76 | Chile     |
| 25 de março |           |       |           |
| 16:00       | Argentina | 54–71 | Uruguai   |
| 18:00       | Chile     | 60–57 | Brasil    |
| 20:00       | Venezuela | 59–49 | Colômbia  |
| 26 de março |           |       |           |
| 12:30       | Brasil    | 46–68 | Argentina |
| 18:00       | Venezuela | 65–72 | Chile     |
| 20:00       | Uruguai   | 73–42 | Colômbia  |

| Horário     | Jogo      | Jogo  | Jogo      |
| ----------- | --------- | ----- | --------- |
| 27 de março |           |       |           |
| 16:00       | Chile     | 74–76 | Argentina |
| 18:00       | Venezuela | 76–68 | Uruguai   |
| 20:00       | Colômbia  | 51–69 | Brasil    |
| 28 de março |           |       |           |
| 14:00       | Uruguai   | 52–42 | Chile     |
| 16:00       | Brasil    | 92–62 | Venezuela |
| 18:00       | Colômbia  | 59–71 | Argentina |

### Fase final
| Horário                             | Jogo      | Jogo  | Jogo      |
| ----------------------------------- | --------- | ----- | --------- |
| Disputa pelo 5º lugar - 29 de março |           |       |           |
| 16:30                               | Venezuela | 74–61 | Colômbia  |
| Disputa pelo bronze - 29 de março   |           |       |           |
| 18:30                               | Chile     | 78–69 | Brasil    |
| Final - 29 de março                 |           |       |           |
| 14:30                               | Uruguai   | 46–60 | Argentina |

### Classificação final
| Pos. | Equipe        |
| ---- | ------------- |
|      | ARG Argentina |
|      | URU Uruguai   |
|      | CHI Chile     |
| 4    | BRA Brasil    |
| 5    | VEN Venezuela |
| 6    | COL Colômbia  |

## Torneio feminino

### Primeira fase
|  | Equipes classificadas à semifinal |

| Equipe    | Pts | J | V | D | PF  | PC  |
| --------- | --- | - | - | - | --- | --- |
| Brasil    | 6   | 3 | 3 | 0 | 239 | 147 |
| Colômbia  | 5   | 3 | 2 | 1 | 158 | 164 |
| Venezuela | 4   | 3 | 1 | 2 | 170 | 198 |
| Equador   | 3   | 3 | 0 | 3 | 165 | 223 |

| Horário     | Jogo      | Jogo  | Jogo      |
| ----------- | --------- | ----- | --------- |
| 20 de março |           |       |           |
| 16:00       | Brasil    | 93–48 | Equador   |
| 20:00       | Colômbia  | 53–46 | Venezuela |
| 21 de março |           |       |           |
| 16:00       | Venezuela | 57–86 | Brasil    |
| 20:00       | Colômbia  | 63–58 | Equador   |
| 22 de março |           |       |           |
| 16:00       | Equador   | 59–67 | Venezuela |
| 20:00       | Colômbia  | 42–60 | Brasil    |

| Equipe    | Pts | J | V | D | PF  | PC  |
| --------- | --- | - | - | - | --- | --- |
| Argentina | 4   | 2 | 2 | 0 | 144 | 100 |
| Chile     | 3   | 2 | 1 | 1 | 141 | 147 |
| Paraguai  | 3   | 2 | 0 | 2 | 110 | 148 |

| Horário     | Jogo      | Jogo  | Jogo      |
| ----------- | --------- | ----- | --------- |
| 20 de março |           |       |           |
| 18:00       | Argentina | 70–37 | Paraguai  |
| 21 de março |           |       |           |
| 18:00       | Paraguai  | 73–78 | Chile     |
| 22 de março |           |       |           |
| 18:00       | Chile     | 63–74 | Argentina |

### Fase final
| Horário                  | Jogo      | Jogo  | Jogo     |
| ------------------------ | --------- | ----- | -------- |
| Semifinais - 23 de março |           |       |          |
| 16:00                    | Brasil    | 65–48 | Chile    |
| 18:00                    | Argentina | 66–42 | Colômbia |

| Horário                           | Jogo   | Jogo  | Jogo      |
| --------------------------------- | ------ | ----- | --------- |
| Disputa pelo bronze - 24 de março |        |       |           |
| 18:00                             | Chile  | 39–44 | Colômbia  |
| Final - 24 de março               |        |       |           |
| 20:00                             | Brasil | 63–49 | Argentina |

### Classificação final
| Pos. | Equipe        |
| ---- | ------------- |
|      | BRA Brasil    |
|      | ARG Argentina |
|      | COL Colômbia  |
| 4    | CHI Chile     |
| 5    | VEN Venezuela |
| 6    | ECU Equador   |
| 7    | PAR Paraguai  |